# Kiko Botones
Kiko Botones (también conocido simplemente como Kiko) fue una comedia venezolana producida y transmitida por Radio Caracas Televisión de Venezuela en 1986. Estuvo protagonizada y supervisada por el cómico mexicano Carlos Villagrán, con la dirección de Armando Morachini y guion de Emilio Lovera.

## Argumento
Kiko trabaja como "botones" en un hotel de Caracas, vestido con el típico uniforme colorado. Tiene dos amigos: Abel Boy (Emilio Lovera) y Mariano (César Quintana), quienes trabajan con él, y juntos corren numerosas aventuras y situaciones extremadamente cómicas. 
Las situaciones transcurren en su mayoría entre los corredores y la recepción del establecimiento hotelero, donde está el Sr. Gerente García Torrente (Leonardo Oliva).
En esta serie rompe con el paradigma del niño vestido de marinero (ya que se trata de un Kiko adulto trabajando) pero conservando su peculiar carácter y comportamiento pueril.

## Recepción
A pesar de presentar al célebre actor Carlos Villagrán como principal atracción y a reconocidos actores locales, el programa tuvo la suficiente audiencia pero fue cancelado por unos problemas de los actores con sólo 24 capítulos emitidos (una temporada); sin embargo, tuvo mucho mayor éxito que El Niño de Papel de 1981 y un éxito casi similar a Federrico de 1982 (relativamente la serie más exitosa de Carlos Villagrán fuera de México), ambas también bajo la misma cadena televisiva venezolana. Fue el cuarto y último proyecto que tuvo Carlos Villagrán fuera de México. El siguiente proyecto de Villagrán, esta vez en México, fue llamado ¡Ah qué Kiko! en 1987, con Ramón Valdés. 
En 2009 Kiko Botones fue transmitida por RCTV Internacional los sábados a las 8 a. m.

## Elenco
Esta es la lista de actores del programa Kiko Botones.